# Bahnhof Hörde-Hacheney

Der Bahnhof Hörde-Hacheney (zuvor Hörde-RhE) war ein Bahnhof im heutigen Stadtgebiet von Dortmund an der Strecke Dortmund-RhE (später Dortmund Süd) – Löttringhausen – Herdecke – Hagen der ursprünglich privaten Rheinischen Eisenbahn-Gesellschaft, die 1880 in der Preußischen Staatsbahn aufging. Die Strecke wurde zunächst für den Güterverkehr am 12. November 1875 zwischen Dortmund-RhE und Hörde-RhE eröffnet und am 28. Dezember 1878 bis Löttringhausen verlängert. Sie bildete ab dem 19. September 1879 auch im Personenverkehr einen Teil der Bahnstrecke Düsseldorf-Derendorf–Dortmund Süd.

## Bedeutung im Güterverkehr
Die Bedeutung des Bahnhofs lag weniger im Personen- als im Güterverkehr. Er war ab 1885 Ausgangspunkt der sogenannten Eliasbahn, einer Werksbahn des Hörder Bergwerks- und Hüttenvereins (später Phönix AG für Bergbau und Hüttenbetrieb) zum Stahlwerk Phönix-Ost und weiter zum Bahnhof Wickede-Asseln der Staatsbahn (Königlich-Westfälische Eisenbahn-Gesellschaft WfE), die vor allem die konzerneigenen Zechen Schleswig und Holstein erschloss. Außerdem waren die umfangreichen Gleisanlagen des direkt benachbarten Hochofenwerks Phönix-West angeschlossen. Dazu kam eine Anschlussbahn zur südlich an der Grenze zu Wellinghofen gelegenen Zeche Crone. Diese ist im Streckenplan von 1891 (siehe unten) noch nicht dargestellt, dafür ihre Vorläuferin, eine Pferdebahnstrecke vom Bahnhof Hörde-BME im Verlauf der Wellinghofer Straße zur Zeche Crone. Am Ostkopf der Gleisanlagen von Hörde-RhE wurde in spitzem Winkel die Strecke Dortmund-BME (heute Dortmund-Hbf) – Hörde-BME – Soest der Bergisch-Märkischen Eisenbahn gekreuzt. Hier bestand auch eine Gleisverbindung beider Strecken.

## Lagebestimmung
Von dem Bahnhof und seinen Gleisanlagen ist heute nichts mehr zu sehen. Diese lagen im heutigen Gewerbegebiet Phönix-West etwas nördlich und parallel zur heutigen Robert-Schuman-Straße. Die Lage des ehemaligen Bahnhofs ist auf verschiedenen Karten, Stadtplänen und Luftbildaufnahmen nachzuvollziehen:
- Übersichtskarte Voll- und Anschlussbahnen im Ruhrgebiet, 1891.[1]
- Amtliche Entfernungskarte Kreis Hörde, 1904.[2]
- Messtischblatt Witten, Stand 1906.[3]
- Stadtplan Dortmund 1910.[4]
- Ruhrgebiet–Industriekultur, „Bananenweg“ im Bereich Hörde-Hacheney / Phönix West, unter anderem Luftbildvergleich 1926 / heute.[5]
- Pharus-Plan Dortmund, 1930.[6]
- Messtischblatt Witten, Stand 1935.[7]
- Messtischblatt Witten, Stand 1952.[8]

## Bedeutung im Personenverkehr
Die Strecke Dortmund-RhE – Löttringhausen über Hörde-Hacheney wurde im Personenverkehr anfangs mit fünf bis sechs Fahrten pro Tag und Richtung bedient, zwischen den Weltkriegen mit acht bis neun Fahrten. Einzelne Fahrplantabellen (für die Zweigstrecke Löttringhausen – Langendreer, die aber Rückschlüsse auf die Hauptstrecke ermöglichen) finden sich auf der privaten Seite „Rheinischer Esel Dortmund“ von Helmut Kaufung und in der Tagespresse.
Der Hörder Bahnhof lag schwer zugänglich mitten im Gelände des Hochofenwerks der laufend vergrößerten Hermannshütte (Phönix-West).
Deshalb wurde schon früh über eine Verlegung in den Hörder Norden nachgedacht, in den Bereich Kluse. Am 22. März 1902 zum Beispiel berichtete das „Hörder Volksblatt“ über einen Meinungs-Artikel der „Rheinisch-Westfälischen Zeitung“, wonach dem Wunsch aus der Stadt Hörde nach Verlegung des Bahnhofes aus finanziellen Gründen wenig Erfolgschancen gegeben werde, obwohl er weiter zu unterstützen sei. Er könnte nämlich die Verbindung der Stadt Hörde und ihrer östlichen Nachbargemeinden mit dem Sauerland spürbar verbessern. Weiter zu fordern sei aber auch die Umleitung von Zügen aus dem Sauerland zum zentraler gelegenen Bahnhof Hörde BME.
Spätestens 1910 gab es konkretere (aber nicht verwirklichte) Überlegungen, den Personenverkehr des Bahnhofs an einen neuen Haltepunkt auf Höhe der Dessauerstraße (ca. 900 m nordöstlich) zu verlegen. Die Straße hätte die Bahnstrecke mit einer Überführung gekreuzt und damit den ebenerdigen Bahnübergang im Zuge der Märkischen Straße / Dortmunder Straße (heute Willem-van-Vloten-Straße) ersetzt. In einem Stadtplan von 1910 wird der neue Bahnhof (fälschlich) als schon im Umbau befindlich bezeichnet.
Präzisiert wurde dieser Vorschlag am 17. Januar 1922 in einer Vortragsveranstaltung der Eisenbahndirektion Essen vor zahlreichen Kommunalvertretern, kombiniert mit dem Vorschlag einer zusätzlichen Verlegung des Personenbahnhofes Hörde-Hacheney zu einem neu zu bauenden Bahnhof in Brünninghausen.
Tatsächlich vorgesehen wurde ab Januar 1929 allein der inzwischen neugebaute Bahnhof Brünninghausen (heute Tierpark), wie das „Hörder Volksblatt“ vom 29. Dezember 1928 meldete. Für die frisch nach Dortmund eingemeindete Stadt Hörde war das ein bedeutender Rückschritt.
Zwischen 1954 und 1957 wurde dann doch noch ein Haltepunkt „Dortmund-Kluse“ eingerichtet, direkt an der nach wie vor niveaugleichen und beschrankten Kreuzung mit der Märkischen Straße und der Willem-van-Vloten-Straße, dort mit Anschluss an die Straßenbahn-Strecke Dortmund – Hörde. Mit der Inbetriebnahme der Verbindungskurve Brünninghausen / Tierpark – Haltepunkt Westfalenhalle wurde die Strecke Tierpark – Dortmund-Süd stillgelegt und später abgebaut. Als Datum wird fast überall 1957 genannt. Es kursiert im Internet allerdings auch eine Streckenkarte aus dem Taschenfahrplan Ruhrgebiet Sommer 1955, in der die Verbindungskurve als bereits existent dargestellt ist, die Strecke Tierpark – Dortmund-Süd dagegen schon fehlt.

## Straßenbahn-Anschluss
Als am 30. Januar 1899 die Hörder Kreisbahn beziehungsweise ihre Muttergesellschaft Allgemeine Lokal- und Straßenbahngesellschaft (ALSAG) in Berlin mit der Strecke Aplerbeck – Hörde den ersten Bauabschnitt ihres meterspurigen Straßenbahn-Netzes im Kreis Hörde in Betrieb nahm, erhielt die vorläufige Endstelle im Westen der Stadt Hörde die Bezeichnung „Hörde Rheinischer Bahnhof“. Offiziell hieß der Bahnhof zu dieser Zeit schon seit Längerem Hörde-Hacheney, aber nichtamtlich wurde oft weiterhin die ältere Bezeichnung verwendet. Nicht abschließend geklärt und belegt ist die Frage, wo genau diese Haltestelle lag: Entweder einfach am Rand der Chaussee Hörde – Brünninghausen (heute Hochofenstraße). Das hätte für Umsteiger zwischen Straßenbahn und Bahnhof ungefähr 300 m Fußweg bedeutet. Oder direkt am Bahnhof, mit einem rechtwinklig von der Hochofenstraße nordwärts abzweigenden Gleis, etwa im Verlauf der heutigen Heinz-Nixdorf-Straße. Im Messtischblatt von 1906 (siehe oben) allerdings ist ein solches Gleis nicht (oder nicht mehr) eingezeichnet. Es könnte aber vielleicht auch schon nach kurzer Betriebszeit wieder aufgegeben worden sein, weil zu dieser Zeit das ursprünglich zur Emscher im Norden abfallende Industriegelände nördlich und südlich des Bahnhofs mit gewaltigen Aufschüttungen nivelliert und auf die Höhe der Chaussee gebracht wurde, so dass der Bahnhof schließlich in einer künstlichen Schlucht lag.